# Зенобія

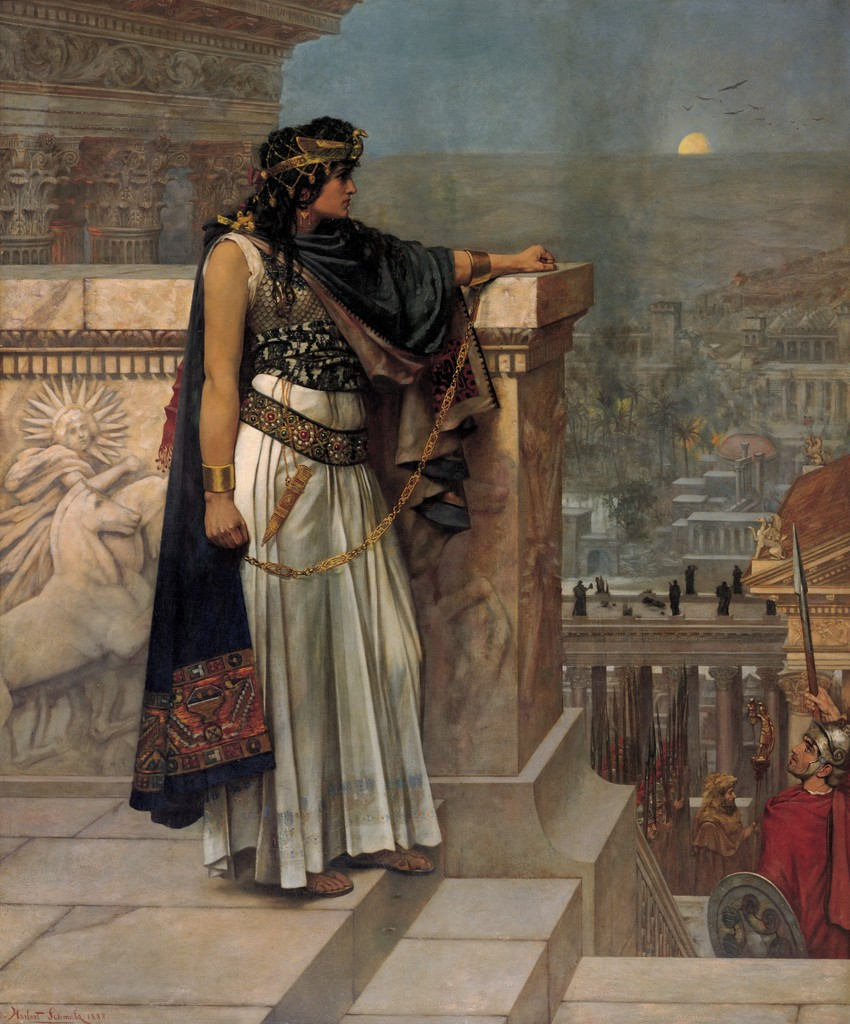
«Прощальний погляд цариці Зенобії на Пальміру», Герберт Шмальц

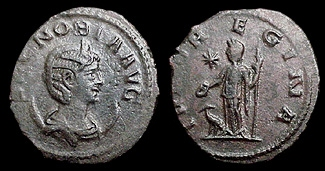
Денарій Зенобії

Септимія Зенобія (Зиновія) (лат. Septimia Zenobia; дав.-гр. Σεπτιμία   Ζηνοβία; араб. زنوبيا‎) або Бат Заббай (бл. 240 — бл. 274) — фактична правителька Пальмірського царства, що володарювала в 267—272 роках від імені свого малолітнього сина, Вабаллата. Була дружиною першого правителя Царства, Одената. Протистояла Римській імперії, але згодом була переможена імператором Авреліаном та взята в полон.

## Ім'я
Вона носила прізвисько Септимія, а її рідне ім'я було Бат Заббай (що означає «дочка Заббая»). Вона використовувала ім'я Зенобія («та, життя якої походить від Зевса»). Філолог Вільгельм Діттенбергер вважав, що ім'я Бат Заббай зазнало незначної зміни при перекладі. У Пальмірі такі імена, як Забейда, Забділа, Заббай чи Забда, часто трансформувались у «Зенобіос» (чоловічий рід) та «Зенобія» (жіночий рід), коли їх писали грецькою мовою. Історик Віктор Дуру вважав, що цариця використовувала грецьке ім'я як переклад свого рідного імені на повагу до своїх грецьких підданих. Історик ІХ століття Аль-Табарі у своєму вигаданому викладі написав, що царицю звали Наїла аль-Забба. А маніхейські джерела називали її «Таді».

## Життєпис
Вийшла заміж у віці приблизно 16 років за пальмірського «короля королів» Одената та була його другою дружиною. Після загибелі чоловіка від нез'ясованих обставин правила від імені їхнього спільного сина, Вабаллата. Продовжуючи політику чоловіка, спочатку визнавала верховенство римських імператорів, проте згодом посварилася з Римом і захопила в нього спочатку Анатолію, а потім і Єгипет. Намагалася перетворити Пальміру на центр усього Близького Сходу.
Здолати сили Зенобії вдалося лише імператорові Авреліану, який у 271 і 272 розгромив пальмірців біля Антіохії та Емеси. Цариця потрапила в полон і під час тріумфу в 274 проведена вулицями Рима в золотих ланцюгах. Отримала від імператора маєток у Тібурі, де й завершила свої роки.
Жодної сучасної статуї Зенобії не було знайдено ні в Пальмірі, ні деінде, збереглися лише написи на постаментах статуй, що свідчить про те, що колись на цьому місці стояла статуя королеви.  Найбільш відомими зображеннями Зенобії є ідеалізовані її портрети, знайдені на її монетах. Пальміринові скульптури, як правило, були знеособленими, на відміну від грецьких та римських: статуя Зенобії дала б уявлення про її загальний стиль в одязі та прикрасах, але не виявила б її справжнього вигляду. Британський науковець Вільям Райт відвідав Пальміру наприкінці XIX століття в марних пошуках скульптури королеви.

## Образ
На додаток до археологічних свідчень, життя Зенобії було зафіксовано в різних стародавніх джерелах, але багато з них є помилковими або сфабрикованими; «Історії Августів» — пізньоримська збірка біографій, є найбільш помітним (хоча і ненадійним) джерелом епохи. Автор (або автори) «Історії Августів» знайшли багато подій та листів, що приписуються Зенобії. Деякі з цих історій є підтвердженими з інших джерел і є достовірнішими. Візантійський літописець Іоанн Зонара вважається важливим джерелом інформації про Зенобію.
Зенобія є однією з національних героїнь Сирії та символом сирійського націоналізму. Портрет цариці був зображений на колишній банкноті в 500 сирійських фунтів.
На честь правительки названо астероїд 840 Зенобія.

## Інтернет-ресурси
- Vaballathus and Zenobia
- Zenobia: empress of Palmyra (267—272)